# Zbigniew Garnuszewski

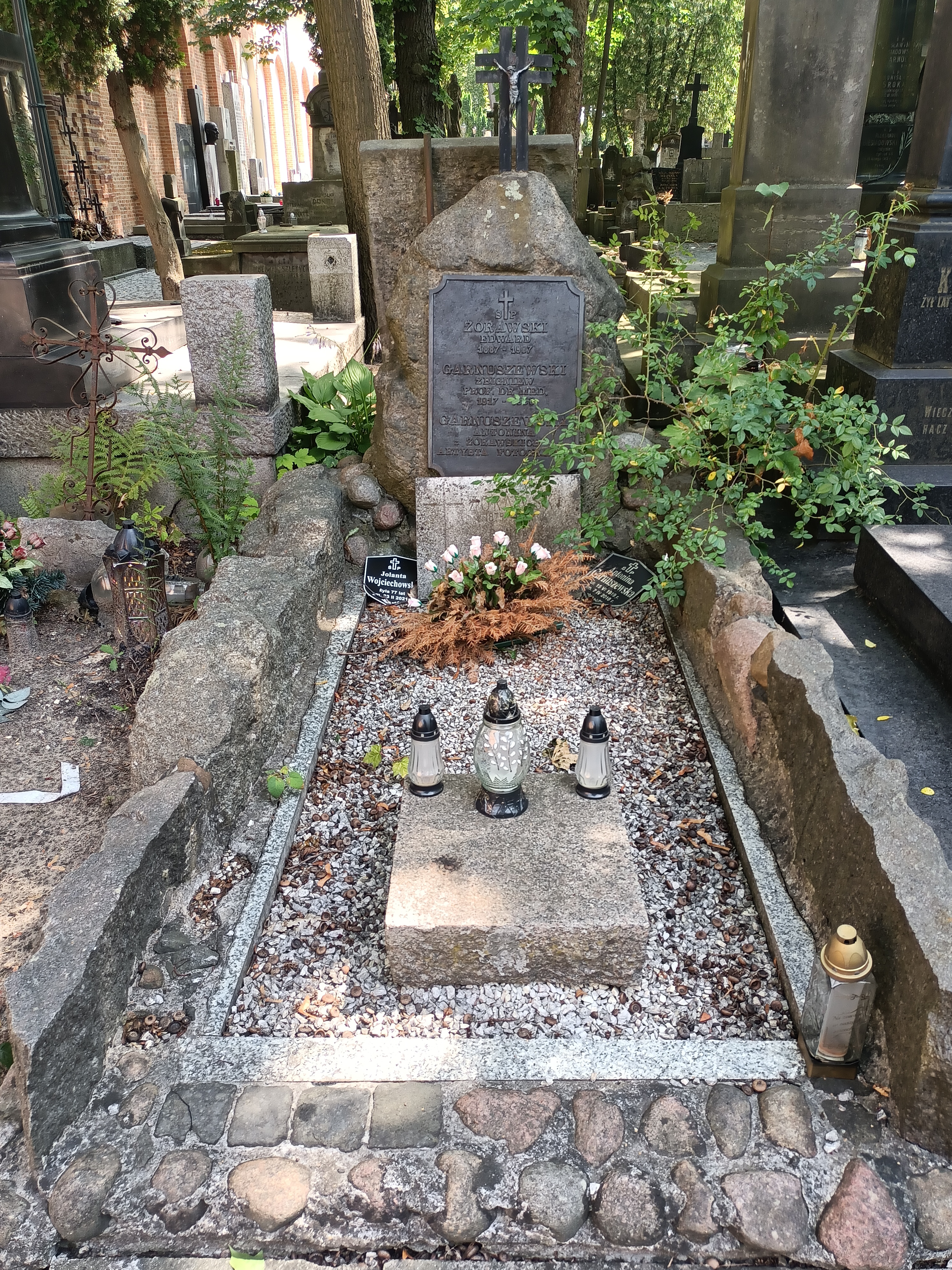
Grób Zbigniewa Garnuszewskiego na Cmentarzu Powązkowskim w Warszawie.

Zbigniew Garnuszewski (ur. 22 marca 1917 w Helsinkach, zm. 28 czerwca 1998 w Warszawie) – polski lekarz, pulmonolog, pionier akupunktury jako powszechnej metody leczenia w Polsce, w młodości lekkoatleta, medalista zimowych mistrzostw Polski.

## Życiorys

### Działalność zawodowa
Urodził się w Helsinkach, gdzie jego ojciec, Antoni Garnuszewski pełnił służbę w rosyjskiej marynarce wojennej. W 1934 podjął studia na Wydziale Lekarskim Uniwersytetu Jagiellońskiego, które przerwał wybuch II wojny światowej. Ukończył je w 1940 na Tajnym Uniwersytecie Warszawskim. Następnie przebywał w Opolu Lubelskim i pracował w tamtejszym ośrodku zdrowia. Od lipca 1944 był lekarzem 72 pułku piechoty AK, uczestniczył w akcji „Burza”. Po wojnie zamieszkał w Sycowie, a od 1946 we Wrocławiu, gdzie został adiunktem w Klinice Gruźlicy Wydziału Lekarskiego Uniwersytetu i Politechniki we Wrocławiu, tam w 1947 obronił pracę doktorską, od 1950 pracował w Polskim Instytucie Przeciwgruźliczym w Warszawie, w latach 1953–1955 w Katedrze Ftyzjatrii Akademii Medycznej w Warszawie. W 1955 został mianowany docentem. W latach 1956–1966 pracował w Akademii Medycznej Szczecinie, tam kierował Katedrą i Kliniką Chorób Płuc i Gruźlicy, w 1960 stworzył Muzeum Historii Polskiej Ftyzjatrii (w 1969 przeniesione do Warszawy). W 1961 został mianowany profesorem nadzwyczajnym. W latach 1966–1968 pracował w Nigrze, następnie został pracownikiem Instytutu Gruźlicy i Chorób Płuc w Warszawie. W latach 70. zajął się propagowaniem akupunktury jako powszechnej metody leczenia, w 1978 doprowadził do powstania pierwszej w Polsce poradni leczenia akupunkturą, przemianowanej później na Centrum Leczenia Bólu i Akupunktury w Warszawie. W 1985 został krajowym specjalistą ds. akupunktury przy Ministrze Zdrowia i Opieki Społecznej. Opublikował książki Renesans akupunktury (1988), Akupuntura we współczesnej medycynie (tom 1-2, 1996-1997).

### Kariera sportowa
W czasie studiów był zawodnikiem sekcji lekkoatletycznej Cracovii. Na zimowych mistrzostwach Polski w 1936 zdobył srebrny medal w sztafecie 6 x 50 m, w 1939 został zimowym mistrzem Polski w skoku w dal.

### Odznaczenia i wyróżnienia
W 1993 otrzymał medal Kalos Kagathos. Był odznaczony Krzyżem Kawalerskim i w 1994 Krzyżem Oficerskim Orderu Odrodzenia Polski oraz Krzyżem AK.